# Herne (Belgio)
Herne (Pronuncia belga: [ˈɦɛrnə]; Francese: Hérinnes-lez-Enghien) è un comune belga di 6 483 abitanti nelle Fiandre (Brabante Fiammingo), una delle tre regioni del Belgio. Il comune comprende le città di Herfelingen, Herne e Sint-Pieters-Kapelle. Nel gennaio 2006 aveva una popolazione totale di 6 407 abitanti. L'area totale è di 44,63 km² e una densità di popolazione di 144 abitanti per km².